# Barīteh
Barīteh (persiska: بریته) är en ort i Iran.   Den ligger i provinsen Västazarbaijan, i den nordvästra delen av landet, 500 km väster om huvudstaden Teheran. Barīteh ligger 1 279 meter över havet och antalet invånare är 151.
Terrängen runt Barīteh är kuperad åt sydväst, men åt nordost är den bergig. Barīteh ligger nere i en dal. Runt Barīteh är det ganska tätbefolkat, med 80 invånare per kvadratkilometer. Närmaste större samhälle är Mūsālān, 2,1 km norr om Barīteh. Trakten runt Barīteh består till största delen av jordbruksmark.